# Pelagomyia albitalis
Pelagomyia albitalis är en tvåvingeart som beskrevs av Samuel Wendell Williston  1896. Pelagomyia albitalis ingår i släktet Pelagomyia och familjen vapenflugor. Inga underarter finns listade i Catalogue of Life.